# Lew Hoad
Lew Hoad (Glebe, Nova Gales do Sul, 23 de novembro de 1934 — Fuengirola, Espanha, 3 de julho de 1994) foi um tenista australiano.
Foi bicampeão do Torneio de Wimbledon, em 1956 e 1957.
Hoad entrou para o International Tennis Hall of Fame em 1980.